# 新伊萬尼夫卡 (扎波羅熱區)
47°47′48″N 35°38′30″E / 47.79667°N 35.64167°E
新伊萬尼夫卡（烏克蘭語：Новоіванівка）是位於烏克蘭東南部的村莊，由扎波羅熱州扎波羅熱区的科梅舒瓦哈市镇負責管轄。該村始建於1814年，面積3.31平方公里，海拔高度79米，2001年人口822，人口密度每平方公里248.3人。